# Bachflohkrebse
Als Bachflohkrebse werden umgangssprachlich einige schwer unterscheidbare Flohkrebse der Gattung Gammarus aus europäischen Bächen, Flüssen und Seen bezeichnet. Es handelt sich dabei aber um keine molekulargenetisch abgegrenzte Untergruppe der Gattung. Als Bachflohkrebse werden meist der Gewöhnliche Flohkrebs (Gammarus pulex), der Bachflohkrebs im eigentlichen Sinn (Gammarus fossarum) und der Flussflohkrebs (Gammarus roeseli) bezeichnet.
Bachflohkrebse werden häufig als Lebendfutter in der Aquaristik verwendet.